# Ebright Azimuth
Der Ebright Azimuth ist mit 137 Metern über dem Meeresspiegel der höchste Punkt des US-Bundesstaates Delaware.
Die Erhebung liegt nördlich der Stadt Wilmington unmittelbar an der Grenze zu Pennsylvania. Naturräumlich liegt sie am Übergang der atlantischen Küstenebene zum Piedmont der Appalachen.
Der Ebright Azimuth ist der zweitniedrigste höchste Punkt in einem amerikanischen Bundesstaat, niedriger ist mit 105 Metern nur noch der Britton Hill, die höchste Erhebung Floridas.